# ادامو، جیمینا اوپتاو
ادامو، جیمینا اوپتاو (به لاتین: Adamów, Gmina Opatów) در لهستان است که در Gmina Opatów, Świętokrzyskie Voivodeship واقع شده‌است.

## خصوصیات
ادامو ۱۳۰ نفر جمعیت دارد.